# Raymond du Puy
Raymond du Puy (du Puy Montbrun; du Puis) – drugi (1120–1160) wielki mistrz zakonu joannitów (choć pierwszy używający tego tytułu), siódmy wielki mistrz lazarytów; błogosławiony Kościoła katolickiego.
Pochodził z Delfinatu z Francji, z bardzo starej i szacownej rodziny noszącej herb: Na złotym tle wspięty lew czerwony. Był spokrewniony z Adhemarem du Puis, legatem papieskim z czasów I krucjaty. Stworzył regułę zakonu opartą na regule św. Augustyna. Za jego rządów zakon joannitów przeżywał szybki rozwój, a gałąź rycerska zaczęła w nim odgrywać decydującą rolę. Wraz ze swoimi rycerzami brał udział w licznych bitwach w Ziemi Świętej; zasłużył się m.in. podczas walk pod Askalonem i podczas oblężenia Tyru. W roku 1157 zachorował na trąd i opuszczając joannitów przeszedł do bractwa zakonnego dla trędowatych rycerzy pod wezwaniem św. Łazarza, gdzie został wybrany wielkim mistrzem. Posiadając doświadczenie z przewodzenia joannitami skutecznie przemienił zakon św. Łazarza w zakon rycerski.